# Sultry Serenade
Sultry Serenade — студійний альбом американського джазового флейтиста Гербі Менна, випущений у 1957 році лейблом Riverside Records.

## Опис
На п'яти з восьми композицій на цьому сеті, Менн грає у секстеті на флейті разом недооціненими майстрами, такими як баритон-саксофоніст/бас-кларнетист Джек Німітц, тромбоніст Урбі Грін і гітарист Джо Пума. Також у записі взяли участь відомий басист Оскар Петтіфорд і ударник Чарлі Сміт. Три композицій гурт виконує у складі квартету без Німітца і Гріна. Альбом являє собою чудовий зразок пост-бопу з гармонічним твістом.

## Список композицій
1. «Let Me Tell You» (Гербі Менн) — 4:25
2. «When the Sun Comes Out» (Гарольд Арлен, Тед Келер) — 4:55
3. «Professor» (Джо Пума) — 3:43
4. «Lazy Bones» (Хогі Кармайкл, Джонні Мерсер) — 7:02
5. «Sultry Serenade» (Тайрі Гленн) — 5:01
6. «Little Man (You've Had a Busy Day)» (Ел Гоффман, Моріс Сіглер, Мейбл Вейн) — 5:10
7. «One Morning in May» (Хогі Кармайкл) — 4:03
8. «Swing Till the Girls Come Home» (Оскар Петтіфорд) — 4:52

## Учасники запису
- Гербі Менн — флейта, альтова флейта, бас-кларнет
- Урбі Грін — тромбон
- Джек Німітц — баритон-саксофон, бас-кларнет
- Джо Пума — гітара
- Оскар Петтіфорд — контрабас
- Чарлі Сміт — ударні

Технічний персонал
- Оррін Кіпньюз — продюсер, текст
- Білл Грауер — продюсер
- Пол Бейкон — дизайн обкладинки
- Пол Веллер — фотографія обкладинки